# Председник Владе Норвешке
Премијер Норвешке (норвешки: statsminister) је шеф владе и извршни директор Норвешке. Премијер и кабинет (који се састоји од свих највиших шефова владиних одељења) су колективно одговорни за своју политику и поступке монарху, Стортингу (Норвешком парламенту), својој политичкој странци и на крају бирачком телу. У пракси, пошто је готово немогуће да влада остане на функцији против воље Стортинга, премијер је првенствено одговоран Стортингу. Премијер је скоро увек лидер већинске странке у Стортингу, или лидер вишег партнера у владајућој коалицији.
Норвешка има устав, који је усвојен 17. маја 1814. године. Положај премијера је резултат закона. Модерни премијери имају мало статутарних овлашћења, али под условом да имају подршку своје парламентарне странке. Премијери контролишу и законодавну и извршну власт (влада) и стога имају значајна дефакто овлашћења. Од 2021. премијер Норвешке је Јонас Гар Стјоре, из Лабуристичке партије, који је заменио Ерну Солберг из Конзервативне партије, која је поднела оставку у октобру 2021.
За разлику од својих колега у остатку Европе, норвешки премијери немају опцију да саветују краља да распусти Стортинг и распише ванредне изборе. Устав захтева да Стортинг одслужи свој пуни четворогодишњи мандат. Ако премијер изгуби поверење Стортинга, они морају да поднесу оставку.

## Списак
1. Кристијан Микелсен (1905–1907)
2. Јерген Ловланд (1907–1908)
3. Гунар Кнудсен (1908–1910)
4. Волерт Конов (1910–1912,1913–1920)
5. Јенс Братли (1912–1913)
6. Ото Бар Халворсен (1920–1921, 1923)
7. Ото Блер (1921–1923)
8. Абрахам Берге (1923–1924)
9. Јохан Лудвиг Мовинкел (1924–1926, 1928–1931, 1933–1935)
10. Ивар Лике (1926–1928)
11. Кристофер Хорнсруд (1928)
12. Педер Колстад (1931–1932)
13. Јенс Хундсеид (1932–1933)
14. Јохан Нигордсволд (1935–1945)
15. Еинар Герхардсен (1945–1951, 1955–1963, 1963–1965)
16. Оскар Торп (1951–1955)
17. Џон Линг (1963)
18. Пер Бортен (1965–1971)
19. Тригве Братели (1971–1972, 1973–1976)
20. Ларс Корвалд (1972–1973)
21. Одвар Нордли (1976–1981)
22. Гро Харлем Брунтланд (1981, 1986–1989, 1990–1996)
23. Коре Вилоч (1981–1986)
24. Жан Педер Сизе (1989–1990)
25. Торбјерн Јагланд (1996–1997)
26. Кјел Магне Бондевик (1997–2000, 2001–2005)
27. Јенс Столтенберг (2000–2001, 2005–2013)
28. Ерна Солберг (2013–2021)
29. Јонас Гар Стјоре (2021–тренутно)